# Super Session
Super Session ist ein Bluesrock-Album des US-amerikanischen Musikers Al Kooper, das er unabhängig voneinander mit den beiden Gitarristen Mike Bloomfield (auf der LP-Version 1. Seite) und Stephen Stills (2. Seite) im Jahr 1968 aufgenommen hatte. Es erreichte Platz 12 in den US-Charts.

## Entstehung
Im Frühjahr 1968 hatte Al Kooper die Band Blood, Sweat & Tears nach der Aufnahme des ersten Albums verlassen. Kooper hatte ein Studio in Los Angeles reserviert und rief Mike Bloomfield an, der sich gerade von seiner Band Electric Flag trennte und den er von den Aufnahmen zu Bob Dylans Highway 61 Revisited kannte. Er fragte ihn, ob er an einer Jamsession mit Bassist Harvey Brooks, Schlagzeuger Eddie Hoh, und dem Keyboarder Barry Goldberg teilnehmen wolle. Bloomfield sagte zu und sie nahmen in sechs Stunden fünf Stücke auf. Als Mike Bloomfield am nächsten Tag nicht erschien, ersetzte Stephen Stills ihn an der Gitarre. Einige der Stücke wurden von Al Kooper nachträglich mit Bläsern abgemischt.
Die mit Super Session begonnene Zusammenarbeit von Kooper und Bloomfield führte im Anschluss daran zu einer Reihe von Konzerten und zu zwei weiteren Alben: zu The Live Adventures of Mike Bloomfield and Al Kooper (1969) und dem erst 2003 veröffentlichten Fillmore East: The Lost Concert Tapes.

## Stil
Die Mike-Bloomfield-Seite enthält vor allem bluesige Instrumentalstücke, das an John Coltrane und den Modalen Jazz erinnernde His Holy Modal Majesty und eine Coverversion des Soulstückes Man’s Temptation von Curtis Mayfield. Die Stephen-Stills-Seite wird dominiert von der auf über 11 Minuten ausgedehnten Coverversion von Donovans Season of the Witch, neben einem Bob-Dylan-Stück und einer psychedelischen Version von Willie Cobbs’ You Don't Love Me.

## Rezeption
Lindsay Planer von Allmusic hält Super Session für ähnlich wegweisend für die Entwicklung der Rockmusik wie das ein Jahr zuvor erschienene Sgt. Pepper’s Lonely Hearts Club Band der Beatles.

„In the space of mere months, the soundscape of rock shifted radically from two- and three-minute danceable pop songs to comparatively longer works with more attention to technical and musical subtleties.“

„Innerhalb einiger Monate hat sich die Klanglandschaft des Rock grundlegend von tanzbaren zwei- bis dreiminütigen Popsongs zu vergleichsweise längeren Stücken mit dem Augenmerk auf technische und musikalische Feinheiten verschoben“

## Titelliste

### Seite 1 (Leadgitarre Mike Bloomfield)
1. „Albert’s Shuffle“ (Mike Bloomfield, Al Kooper) – 6:43
2. „Stop“ (Jerry Ragovoy, Mort Shuman) – 4:23
3. „Man’s Temptation“ (Curtis Mayfield) – 3:25
4. „His Holy Modal Majesty“ (Bloomfield, Kooper) – 9:13
5. „Really“ (Bloomfield, Kooper) – 5:29

### Seite 2 (Leadgitarre Stephen Stills)
1. „It Takes a Lot to Laugh, It Takes a Train to Cry“ (Bob Dylan) – 3:30
2. „Season of the Witch“ (Donovan Leitch) – 11:07
3. „You Don't Love Me“ (Willie Cobbs) – 4:11
4. „Harvey's Tune“ (Harvey Brooks) – 2:07

### Zusätzliche Musiker
- Barry Goldberg: E-Piano auf Albert’s Shuffle und Stop
- Bläsergruppe: Nachträglich dazugemischt, arrangiert von Joey Scott und Al Kooper

### Zusätzliche Titel auf der Veröffentlichung von 2003
1. „Albert’s Shuffle“ (Bloomfield, Kooper) – 6:58 Aufnahme ohne Bläser
2. „Season of the Witch“ (Leitch) – 11:07 Aufnahme ohne Bläser
3. „Blues for Nothing“ (Kooper) – 4:15
4. „Fat Grey Cloud“ (Bloomfield, Kooper) – 4:38 Live im Fillmore West